# Chromit
Cromit (bắt nguồn từ từ tiếng Pháp chromite /kʁomit/), còn được viết là crô-mít, là một khoáng vật oxide của sắt(II) cromit FeCr2O4 thuộc nhóm spinel. Magie có thể thay thế ở vị trí của sắt với một lượng thay đổi khi nó tạo thành một dung dịch rắn với magnesiocromit (MgCr2O4); nếu nhôm thay thế crom sẽ tạo ra hercynit (FeAl2O4).

## Phân bố
Cromit được tìm thấy trong đá peridotit trong manti của Trái Đất. Nó cũng có mặt trong các đá mắcma xâm nhập siêu mafic phân lớp. Ngoài ra, nó cũng được tìm thấy trong các đá biến chất như serpentinit. Các tích tụ quặng cromit hình thành trong quá trình phân dị mắcma giai đoạn đầu. Nó thường cộng sinh với olivin, magnetit, serpentine, và corundum. Phần lớp các phức hệ mácma Bushveld của Nam Phi là các đá mácma xâm nhập mafic đến siêu mafic có tính phân lớp có chứa khoảng 90% cromit nên người ta gọi nó là đá cromitit. Phức hệ mácma Stillwater ở Montana cũng chứa một lượng cromit đáng kể.

## Sử dụng

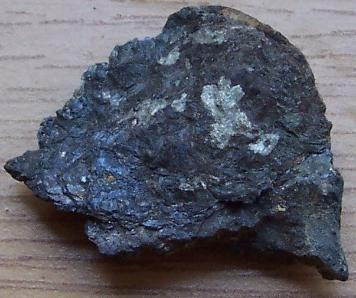
Cromit ở Albania

Các loại quặng crom duy nhất là các khoáng vật cromit và magnesiocromit. Lúc nào cũng vậy, trong địa chất kinh tế người ta gọi cromit để ám chỉ toàn bộ loạt các khoáng vật cromit-magnesiocromit: FeCr2O4, (Fe,Mg)Cr2O4, (Mg,Fe)Cr2O4 và MgCr2O4. Hai sản phẩm chính trong việc chiết tách từ cromit là kim loại crôm và ferrochrom và người ta dùng các phương pháp luyện quặng khác nhau. Đối với ferrochrom, quặng cromit (FeCr2O4) bị khử với hoặc là nhôm hoặc là silic bằng phản ứng nhiệt nhôm và để tạo ra quặng crôm tinh khiết, sắt phải được tách ra từ crom theo 2 bước thiêu kết và ngâm chiết.
Cromit cũng được sử dụng làm vật liệu chịu lửa do nó có độ bền nhiệt cao.

## Khai thác mỏ

Sản lượng quặng crôm năm 2002

Năm 2002, sản lượng khai thác cromit là 14.600.000 tấn. Nhà khai thác lớn nhất là Nam Phi (44%) Ấn Độ (18%), Kazakhstan (16%) Zimbabwe (5%), Phần Lan (4%) Iran (4%) và Brazil (2%), các quốc gia khác còn lại chiếm tổng cộng ít hơn 10% của sản lượng thế giới.
Gần đây, quốc gia sử dụng quặng cromit lớn nhất là Trung Quốc, và họ nhập khẩu số lượng lớn từ Nam Phi, Pakistan và các quốc gia khác. Họ chủ yếu dùng để sản xuất ferrochromium, một sản phẩm được dùng để làm thép không gỉ và các hợp kim khác.
Tháng 4 năm 2010, chính quyền Ontario đã thông báo rằng họ sẽ mở một mỏ cromit lớn ở phía bắc của Ontario thuộc vành đai lửa Bắc Ontario.
Úc chỉ có một mỏ cromit đang khai thác tại Pilbara thuộc Tây Úc, gần cộng đồng bản địa Jigalong. Cromit ở đây có chất lượng cao trong khu vực với sản lượng 300.000 tấn mỗi năm.